# V hlubinách mraků (Kvapil)
V hlubinách mraků – wiersz czeskiego poety, przedstawiciela parnasizmu i znanego tłumacza literatury polskiej, Františka Kvapila (1855-1925), opublikowany w tomie Zaváté stopy, wydanym w Pradze u J. Otty w 1887. Utwór jest napisany jambicznym pięciostopowcem (jedenastozgłoskowcem), ułożonym w siedmiowersowe strofy królewskie, znane głównie z dawnej poezji angielskiej.

Jak Prométheus na skálu jsme vbiti,
jak Kristus volá k tobě naše bída —
jak Husův žár k tvým hvězdám žal náš svítí
a — ze všad mrtvá tiš jen odpovídá!
Ta kletby zrakem každý čin náš hlídá:
což spásy ve své nenajdeme hrudi?
Což naděje svit se v nás neprobudí?